# The Ashes 2013-14
Il The Ashes 2013-14 è stata la 68ª edizione del prestigioso The Ashes di cricket. La serie di 5 partite si è disputata in Australia tra il 21 novembre 2013 e il 7 gennaio 2014. Le due squadre hanno eseguito un tour per tutta l'Australia iniziando da Brisbane per poi passare per Adelaide, Perth, Melbourne e infine Sydney.
La vittoria è andata alla selezione australiana, che è riuscita a sconfiggere la compagine inglese in tutti i cinque test match ottenendo per la terza volta nella storia il whitewash (dopo il 1920-21 e 2006-07).

## Ashes Series

### Test 1: Brisbane, 21-25 novembre 2013
| Data                | Luogo                                        |           |             | Risultato             |
| ------------------- | -------------------------------------------- | --------- | ----------- | --------------------- |
| 21-25 novembre 2013 | Brisbane Cricket Ground Brisbane, Queensland | Australia | Inghilterra | AUS vince di 381 runs |

| Innings | In battuta  | Al lancio   | Risultato                | Note          |
| ------- | ----------- | ----------- | ------------------------ | ------------- |
| I       | Australia   | Inghilterra | 295/all out (97.1 overs) |               |
| II      | Inghilterra | Australia   | 136/all out (52.4 overs) |               |
| III     | Australia   | Inghilterra | 401/7 (94 overs)         | Dichiarazione |
| IV      | Inghilterra | Australia   | 179/all out (81.1 overs) |               |

### Test 2: Adelaide, 5-9 dicembre 2013
| Data              | Luogo                                         |           |             | Risultato             |
| ----------------- | --------------------------------------------- | --------- | ----------- | --------------------- |
| 5-9 dicembre 2013 | Adelaide Oval Adelaide, Australia Meridionale | Australia | Inghilterra | AUS vince di 218 runs |

| Innings | In battuta  | Al lancio   | Risultato                 | Note          |
| ------- | ----------- | ----------- | ------------------------- | ------------- |
| I       | Australia   | Inghilterra | 570/9 (1258 overs)        | Dichiarazione |
| II      | Inghilterra | Australia   | 172/all out (68.2 overs)  |               |
| III     | Australia   | Inghilterra | 132/3 (39 overs)          | Dichiarazione |
| IV      | Inghilterra | Australia   | 312/all out (101.4 overs) |               |

### Test 3: Perth, 13-17 dicembre 2013
| Data                | Luogo                                    |           |             | Risultato                                |
| ------------------- | ---------------------------------------- | --------- | ----------- | ---------------------------------------- |
| 13-17 dicembre 2013 | WACA Ground Perth, Australia Occidentale | Australia | Inghilterra | AUS vince di 150 runs AUS VINCE LA SERIE |

| I   | Australia   | Inghilterra | 385/all out (103.3 overs) |               |
| II  | Inghilterra | Australia   | 251/all out (88 overs)    |               |
| III | Australia   | Inghilterra | 369/6 (87 overs)          | Dichiarazione |
| IV  | Inghilterra | Australia   | 353/all out (103.2 overs) |               |

### Test 4: Melbourne, 26-30 dicembre 2013
| Data                | Luogo                                        |             |           | Risultato              |
| ------------------- | -------------------------------------------- | ----------- | --------- | ---------------------- |
| 26-30 dicembre 2013 | Melbourne Cricket Ground Melbourne, Victoria | Inghilterra | Australia | AUS vince di 8 wicekts |

| I   | Inghilterra | Australia   | 255/all out (100 overs)  |  |
| II  | Australia   | Inghilterra | 204/all out (82.2 overs) |  |
| III | Inghilterra | Australia   | 179/all out (61 overs)   |  |
| IV  | Australia   | Inghilterra | 231/2 (31.5 overs)       |  |

### Test 5: Sydney, 3-7 gennaio 2014
| Data             | Luogo                                              |           |             | Risultato                |
| ---------------- | -------------------------------------------------- | --------- | ----------- | ------------------------ |
| 3-7 gennaio 2014 | Sydney Cricket Ground Sydney, Nuovo Galles del Sud | Australia | Inghilterra | AUS vince di un 281 runs |

| Innings | In battuta  | Al lancio   | Risultato                | Note |
| ------- | ----------- | ----------- | ------------------------ | ---- |
| I       | Australia   | Inghilterra | 326/all out (76 overs)   |      |
| II      | Inghilterra | Australia   | 155/all out (58.5 overs) |      |
| III     | Australia   | Inghilterra | 276/all out (61.3 overs) |      |
| IV      | Inghilterra | Australia   | 166/all out (31.4 overs) |      |